# Trachylepis irregularis
Espèce
Synonymes
- Mabuya striata var. irregularis Lönnberg, 1922
- Mabuya irregularis Lönnberg, 1922

Statut de conservation UICN

 NT  : Quasi menacé
Trachylepis irregularis est une espèce de sauriens de la famille des Scincidae.

## Répartition
Cette espèce se rencontre en Ouganda et au Kenya.

## Publication originale
- Lönnberg, 1922 : Sammlungen der schwedischen Elgon-Expedition im Jahre 1920. Arkiv för Zoologi, vol. 14, no 12, p. 1-8 (texte intégral).